# 楊昌洙
楊昌洙（韓語：양창수，1958年11月30日—），韓國前外交官、教授，2016年至2019年間擔任駐台北韓國代表部代表，此前亦歷任韓國外交通商部（今外交部）歐洲局長、京畿道廳國際關係大使及韓國駐廣州總領事等數項職位。
楊昌洙於1984年通過外務考試進入外交界服務，此後派駐過挪威、羅馬尼亞、中華人民共和國及日本等地的韓國駐外機構，任館內秘書、參贊及公使銜參贊等職，並曾參與駐羅馬尼亞大使館和駐廣州總領事館創館時期的業務。在他奉調為外館館長之前，亦曾任外交部本部課長和局長勤務。

## 生涯
楊昌洙於1976年2月畢業自韓國首都漢城（今首爾）的培材高等學校，其後又在1980年2月獲得國民大學行政學學士學位。1984年5月，楊氏通過第18屆外務高等考試，同年7月加入外交通商部前身機構——外務部工作。當其在1987年2月修得漢城國立大學行政學碩士學位後，於6月調為韓國駐挪威大使館二等秘書。1990年韓國及羅馬尼亞建交，楊昌洙旋即在同年成為韓國駐羅馬尼亞大使館新設後的第一代開館要員，職銜為二等秘書，駐羅期間入讀布加勒斯特經濟研究學院，1995年6月完成經濟學博士學位的修習。

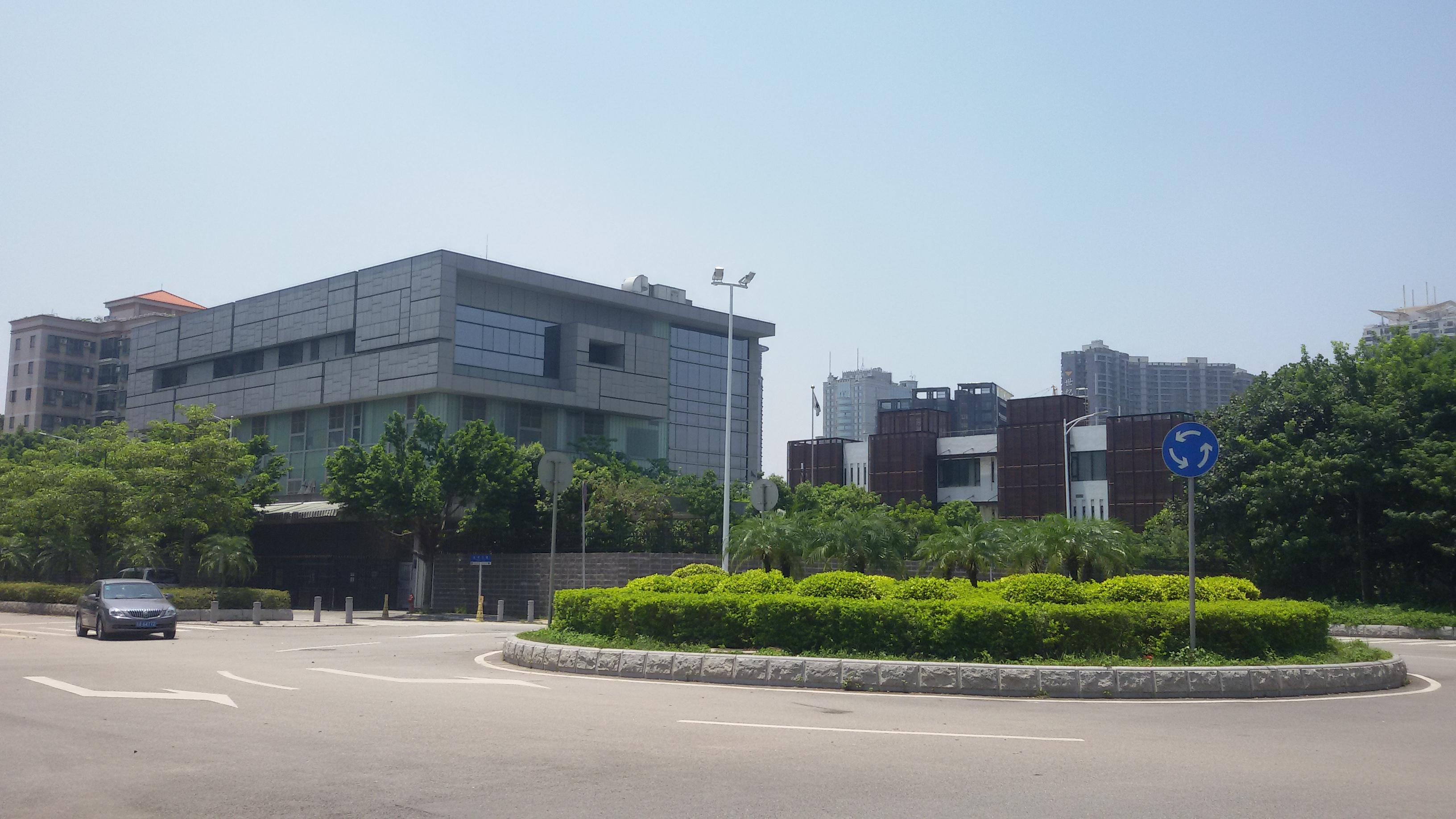
楊昌洙於韓國駐廣州總領事任內的2012年啟用總領事館新館，圖為該館在2015年時之外觀

1996年8月，楊昌洙進入中國現代國際關係研究院和北京語言大學深造，接著於1997年6月派附到韓國駐華大使館下，任一等秘書，任內的1998年還負責中華人民共和國第一所韓國學校——北京韓國國際學校的辦校業務。2001年4月韓國駐廣州總領事館開設時，楊昌洙也前往廣州參與總領館籌建工作，成為該館初創時期的館員之一，於設館後擔任領事一職。
2003年7月，調返外交通商部的楊昌洙，出任歐洲局（유럽국）的歐洲二課課長，2004年7月後則改調至總理秘書室任禮賓課長。2006年1月，他再度派赴海外，當上韓國駐日大使館公使銜參贊兼總領事，2008年7月起重回外交通商部，任歐洲局審議官（副局長級），2009年12月昇任該局局長。2011年2月，楊氏至韓國外交安保研究院參與「全球領導力課程」（글로벌리더십과정），2012年2月後接任第5代韓國駐廣州總領事，並於該年12月主持總領事館新址的開幕。
2015年4月，楊昌洙結束駐廣州總領事任期，同年5月擔任京畿道廳的國際關係大使，負責進行京畿道—中國地方政府間在外交、通商領域上的諮詢工作。2016年10月28日，他在青瓦台的韓國駐外大使國書頒發儀式上，經韓國總統朴槿惠授予駐台北韓國代表部代表委任書，11月抵達台灣履新。自外交部退休後，於2019年7月起出任國民大學行政研究所（행정대학원）行政學特任教授，2020年6月30日獲韓國政府頒授紅條勤政勳章。